# Vedat Albayrak
Vedat Albayrak (né Vano Revazishvili le 2 mars 1993 à Kökşetaw, au Kazakhstan) est un judoka turc d'origine géorgienne.

## Carrière
Lors des Jeux olympiques de 2016, il représente la Grèce sous le nom de Roman Moustopoulos. Il est battu au deuxième tour par Juan Diego Turcios.
En 2021, il remporte la médaille d'or en moins de 81 kg aux Championnats d'Europe à Lisbonne en battant le Belge Matthias Casse en finale.

## Palmarès

### Palmarès international
| Année | Compétition                     | Lieu        | Résultat | Catégorie      |
| ----- | ------------------------------- | ----------- | -------- | -------------- |
| 2018  | Championnats du monde           | Bakou       | 3e       | Moins de 81 kg |
| 2021  | Championnats d'Europe           | Lisbonne    | 1er      | Moins de 81 kg |
| 2021  | Jeux de la solidarité islamique | Konya       | 1er      | Moins de 81 kg |
| 2022  | Jeux méditerranéens             | Oran        | 1er      | Moins de 81 kg |
| 2023  | Championnats d'Europe           | Montpellier | 1er      | Moins de 81 kg |
| 2024  | Championnats d'Europe           | Zagreb      | 3e       | Moins de 81 kg |

### Masters mondial, Tournois Grand Chelem et Grand Prix
| Année | Compétition     | Lieu      | Résultat | Catégorie      |
| ----- | --------------- | --------- | -------- | -------------- |
| 2018  | Grand Prix      | Tunis     | 2e       | Moins de 81 kg |
| 2018  | Grand Prix      | Agadir    | 1er      | Moins de 81 kg |
| 2018  | Grand Prix      | Antalya   | 1er      | Moins de 81 kg |
| 2018  | Grand Chelem    | Osaka     | 3e       | Moins de 81 kg |
| 2018  | Masters mondial | Guangzhou | 3e       | Moins de 81 kg |
| 2019  | Grand Prix      | Marrakech | 2e       | Moins de 81 kg |
| 2019  | Grand Chelem    | Brasilia  | 2e       | Moins de 81 kg |
| 2019  | Grand Chelem    | Abou Dabi | 3e       | Moins de 81 kg |
| 2019  | Masters mondial | Qingdao   | 3e       | Moins de 81 kg |
| 2020  | Grand Chelem    | Budapest  | 1er      | Moins de 81 kg |
| 2021  | Grand Chelem    | Antalya   | 1er      | Moins de 81 kg |
| 2021  | Grand Chelem    | Bakou     | 1er      | Moins de 81 kg |
| 2022  | Grand Chelem    | Tel Aviv  | 2e       | Moins de 81 kg |
| 2022  | Grand Chelem    | Antalya   | 2e       | Moins de 81 kg |
| 2023  | Grand Chelem    | Tel Aviv  | 2e       | Moins de 81 kg |
| 2024  | Grand Prix      | Odivelas  | 2e       | Moins de 81 kg |